# Livraga
Livraga – gmina we Włoszech, w regionie Lombardia, w prowincji Lodi.
Według danych na rok 2004 gminę zamieszkiwało 2509 osób, 209,1 os./km².